# Alla Alexandrowna Jakowlewa
Alla Alexandrowna Jakowlewa (russisch Алла Александровна Яковлева, wiss. Transliteration Alla Aleksandrovna Jakovleva; * 12. Juli 1963 in Porchow) ist ehemalige sowjetische Radrennfahrerin.

## Sportlicher Werdegang
Ihre Karriere im Radsport begann Jakowlewa in Kuibyschew im Sportverein „Dynamo“. International trat sie erstmals in der Saison 1986 in Erscheinung, als sie bei den Straßenradsport-Weltmeisterschaften in Colorado Springs die Bronzemedaille im Straßenrennen gewann. Zudem konnte sie bei der Tour de l’Aude Cycliste Féminin zwei Etappen für sich entscheiden.
1987 wurde Jakowlewa mit der sowjetischen Mannschaft in Villach Weltmeisterin im Mannschaftszeitfahren. Bei der Im Rahmenprogramm der Tour de France ausgetragenen Tour de France féminin gewann sie die 14. Etappe. Ein Jahr später stand sie bei den Straßenradsport-Weltmeisterschaften 1988 mit dem sowjetischen Team als Vizeweltmeisterin im Mannschaftszeitfahren nochmals auf dem Podium. Sie nahm an den Olympischen Sommerspielen 1988 in Seoul teil und belegte im Straßenrennen den 34. Platz.
Nach dem Karriereende war sie für die Sportorganisation Dynamo in Nowgorod beschäftigt.

## Ehrungen
- 1987 – Verdienter Meister des Sports der UdSSR

## Erfolge
1986
- Weltmeisterschaften – Straßenrennen
- zwei Etappen Tour de l’Aude Cycliste Féminin

1987
- Weltmeisterin – Mannschaftszeitfahren (mit Tamara Poljakowa, Nadeschda Kibardina und Ljubow Pugowitschnikowa)
- eine Etappe Tour de France féminin

1988
- Weltmeisterschaften – Mannschaftszeitfahren (mit Nadeschda Kibardina, Laima Zilporytė und Swetlana Roschkowa)